# Corpus separatum
Corpus separatum (od lat. zasebno tijelo), formalno Grad i Kotar Rijeka, povijesni je naziv za pravni položaj Rijeke uspostavljen od strane carice Marije Terezije 1779. kojim je definiran poluautonomni status grada Rijeke u sklopu Habsburške Monarhije (kasnije Austro-Ugarske). S kraćim prekidima, poput francuske okupacije i razdoblja nakon nje te Jelačićevog priključenja "Matičnoj zemlji" Trojedinoj Kraljevini Hrvatskoj, Slavoniji i Dalmaciji 1848., posebni status Rijeke trajao je sve do raspada Austro-Ugarske 1918. Kasnije, između 1920. i 1924. na nešto proširenom području nekadašnjeg Corpusa separatuma postojala je Slobodna Država Rijeka do priključenja :"Majci domovini" Italiji 1924.

## Povijest
Grad Rijeka je prvi put dobio dobio autonomiju 1719. kada je proglašen slobodnom lukom odlukom cara Karla VI., povlasticom sličnom onom dodijeljenom slobodnoj carskoj luci i gradu Trstu. 1776. carica Marija Terezija dodjeljuje Rijeku izravno Kraljevini Hrvatskoj. No, već godine 1779. posebnom poveljom izdvojila je Rijeku iz sastava Kraljevine Hrvatske te uzdignuta na status zasebnog tijela pridruženog ugarskoj kruni kao važne luke. 1786. Josip II. osniva novu administrativnu cjelinu od Rijeke do Novog, Ugarsko Primorje. Uslijedili su ogorčeni hrvatsko-mađarski sporovi na zasjedanjima parlamenata o pripadnosti Rijeke. Napoleonova okupacijska vlast (1809. – 1813.) smješta Rijeku u sklop Ilirskih pokrajina. Nakon povratka pod habsburšku vlast 1813., tj. direktnog priključenja Austriji, Beč je 1816. uključuje u novu jedinicu, Kraljevinu Iliriju, odakle od 1822. Rijeka ponovno postaje corpus separatum Ugarske što je značio njen brži razvoj, jer je Rijeka bila glavna izvozna točka za mađarsko gospodarstvo. U prvoj polovici 19. stoljeća, glavni duh pokretač Rijeke u društvenom i gospodarskom smislu bili su Iginio Scaropa i privrednik Andrija Ljudevit Adamić (Andrea Lodovico Adamich). Godine 1847. počinje izgradnja luke. Krajem kolovoza revolucionarne 1848. grad okupiraju Jelačićevi panduri na čelu s Josipom Bugnevzem, koji postaje namjesnik Jelačiċa kome je Beč, iz osvete prema mađarskim separatistima, dao titulu guvernera Rijeke. Priključenje Rijeke Hrvatskoj potvrdio je car Franjo Josip I. poveljom 1850. No, iako je Rijeka zadržala izvjesnu upravnu autonomiju, nezadovoljstvo Riječana zbog stagnacije pod Hrvatskom i Slavonijom kulminira izgradnjom pruge Beč – Trst 1857., kojom je Rijeka izolirana, te Riječani šalju svoje delegacije u Beč sa zahtjevom caru za povratak statusa corpusa separatuma Rijeke.

### Hrvatsko-ugarska nagodba
Ugarski sabor je nakon hrvatsko-ugarske nagodbe iz 1868., unatoč kompromisnom dogovoru hrvatske i mađarske strane o kasnijem rješenju riječkog pitanja, samovoljno dopunio tekst nagodbe odredivši da grad Rijeka i luka izravno pripadnu Ugarskoj. Hrvatski sabor nije nikad prihvatio to rješenje. Tako je 1870. u Rijeci bilo sjedište Modruško-riječke županije, sudbeni stol te hrvatska gimnazija. 1872. hrvatska strana predlaže da se preko izaslanstava sabora riješe odnosi Rijeke i Hrvatske te da u Rijeci privremeno ostanu hrvatske institucije. No, tijekom kasnijih pregovora triju izaslanstava nije došlo do sporazuma.

### 1868. – 1918.
U razdoblju nakon Nagodbe Rijekom je upravljao dugogodišnji, poduzetni i uspiješni gradonačelnik Giovanni de Ciotta (1872. – 1896.). U njegovom mandatu započet je brz razvoj i preobrazba Rijeke gradnjom i proširenjem luke, priključenjem na željeznicu i podizanjem mnogih tvornica. Moderni industrijski pogoni i poslovni pothvati, poput Kraljevske mađarske brodarske tvrtke Adria te tvornice papira u kanjonu Rječine sa svojim svjetski poznatim cigaretnim papirom postali su simboli novog uzleta grada. Rijeka je također bila značajna pomorska baza, a postala je i sjedište austro-ugarske mornaričke akademije (njem. K.u.K. Marine-Akademie), na kojoj je austro-ugarska ratna mornarica obučavala svoje časnike. Kako je postojalo rivalstvo Trsta i Rijeke, kao glavnih luka austrijske i ugarske polovice Monarhije, austro-ugarska ratna mornarica pokušala je održavati ravnotežu, kompromisno naručujući ratne brodove iz brodogradilišta obaju gradova.
Otvaranjem željezničke pruge preko Karlovca i Zagreba prema Mađarskoj i srednjoj Europi 1873. počinje doba brzog razvoja i industrijskog uspona Rijeke zahvaljujući snažnim mađarskim ulaganjima. Riječka luka je ubrzano proširena i opremljena te se pretvorila u glavnu trgovačku poveznicu Mađarske i istočne polovice Austro-Ugarske sa svijetom, postavši peta najprometnija luka na Mediteranu (nakon Marseillesa, Genove, Napulja i Trsta). Prvi parobrod isplovio je iz Rijeke 1871. Prema planovima Francuza Hilarion Pascal 1873. počeli su veliku radovi u luci pod ravnanjem inženjera Dawn Anthonyja, prilikom kojih je nasuto 100 – 200 m (1894 prošireno na 290.000 m2), sagrađen novi lukobran te željeznica dovedena do mora. Između 1872. i 1914. u dva velika projekta, ukupno je potrošeno oko 55 milijuna zlatnih kruna na lučku infrastrukturu.
Otvaraju se brojne tvornice, poput prve tvornice torpeda na svijetu (1866.), nakon što su Robert Whitehead, upravitelj riječke brodostrojarske tvrtke "Stabilimento Tecnico Fiumano" te inženjer Ivan Lupis dizajnirali te isprobali prvi torpedo. Godine 1882. utemeljena je rafinerija nafte na Mlaki, prva industrijska rafinerija u Europi, koju razgledava i car Franjo Josip I. 1891. prilikom posjeta Rijeci.
Usporedno s rastom broja stanovnika i gospodarskim razvojem, urbana infrastruktura Rijeke se ubrzano širi. 1885. podignuto je novo riječko kazalište, današnji HNK Ivana pl. Zajca, zamijenivši staro iz 1806., koje je imalo respektabilnih 1600 sjedećih mjesta. 1899. Rijeka uvodi u promet električni tramvaj. Brojne javne zgrade su sagrađene u ovom razdoblju, poput guvernerove palače, koju je dizajnirao mađarski arhitekt Alajos Hauszmann. Grad brzim rastom te kapitalom privlači brojne znanstvenike i izumitelje. Osim Roberta Whiteheadovog izuma torpeda, Rijeka je bila i mjesto razvoja fotografije visoke brzine. Austrijski fizičar dr. Peter Salcher, radeći u riječkoj mornaričkoj akademiji, prvi je uspio fotografirati puščano zrno pri nadzvučnoj brzini 1886., tako izumivši tehniku koju je kasnije koristio Ernst Mach pri proučavanju nadzvučnog gibanja. Riječki kirurg Antun Grossich prvi je 1907. uveo u praksu primjenu jodne tinkture u pripremi za operativne zahvate. Nepune dvije godine nakon Röntgenovih otkrića, u Rijeci se 1897. uvodi rendgen u bolničko liječenje.
Gospodarski razvoj nije pratio i politički. Devedesetih godina 19. stoljeća zaoštravaju se sukobi Talijana i talijanaša s Mađarima i mađaronima zbog ograničavanja riječke autonomije i sve veće mađarizacije putem javne uprave i školstva. 1896. hrvatska gimnazija izgnana je iz Rijeke i prisilno prebačena na drugu obalu Rječine, u Sušak (tada u sastavu Hrvatske i Slavonije), gdje djeluje kao Prva sušačka hrvatska gimnazija.
Zbog svog posebnog položaja, Rijeka je igrala važnu ulogu u političkom životu Hrvatske jer su političke prilike bile prilično slobodnije nego u Zagrebu u vrijeme cenzure i pritisaka. Tako se mnogi političari sastaju i borave u Rijeci. Dubrovčanin Frano Supilo u Rijeci 1904. pokreće svoj Novi list. U listopadu 1905. Supilo okuplja u Rijeci 44 zastupnika hrvatske saborske oporbe. Oni su riječkom rezolucijom ponudili podršku mađarskoj oporbi u borbi protiv austrijskih pritiska, ali zauzvrat su zatražili mađarsku suradnji i podršku za priključenje Istre i Dalmacije (tada pod austrijskom upravom) Hrvatskoj i Slavoniji, reformu izbornog zakona, zajamčenu neovisnost sudstva u Hrvatskoj i novu reviziju Nagodbe. Politika novog kursa, temeljena na suradnji s Ugarskom, talijanaškim strankama u Dalmaciji te srpskima u Hrvatskoj, propala je dijelom i zbog žestokih izgreda i sukoba Hrvata s Talijanima i Mađarima u Rijeci 1907.
Svoj vrhunac u prometnom i gospodarskom razvoju kao zasebno tijelo Rijeka je dosegnula uoči Prvog svjetskog rata. Riječka luka je po prometu bila osma u Europi, dok je rafinerija nafte bila najveća u Europi. U gradu je 1914. bilo 20 hotela (prema zagrebačka 3) te čak osam kina (prema samo tri u Zagrebu u to vrijeme). Rijeka je tada imala i redovitu brodsku putničku liniju s New Yorkom. Zbog svoje važnosti kao prometno čvorište i iseljenička luka za veliki dio srednje Europe, Rijeka je imala 22 konzulata, a u konzulatu SAD-a je 1904. – 1906. službovao Fiorello La Guardia, budući gradonačelnik New Yorka.

### Raspad Austro-Ugarske
23. listopada 1918. riječka 79. pješačka pukovnija "Josip Jelačić" se pobunila, svrstala na stranu Narodnog vijeća, zauzela upravne zgrade i oslobodila političke zatvorenike.

## Uprava
Uprava Rijeke definirana je statutom nametnutim "privremeno" 17. travnja 1872. od strane ugarskog ministra unutrašnjih poslova. Kotarom i gradom Rijeka upravljao je guverner imenovan izravno od strane kralja na prijedlog ugarskog ministra-predsjednika. Guverner je obnašao i sve pomorske poslova na području od Rijeke do Novoga. Imao je i mjesto u domu velikaša ugarskog parlamenta. Općinska samouprava povjerena je skupštini, (Rappresentanza) koja se sastojala od 56 zastupnika s mandatom od 6 godina. Skupština je izabirala gradonačelnika Rijeke. Građani su birali zastupnike u zastupnički dom ugarskog parlamenta, iako je Hrvatski sabor rezervirao dva mjesta za zastupnike iz Rijeke i nikad ih nije ukinuo do 1918. Počevši od 1896. ugarska vlada smanjivala je opseg samouprave i autonomije, koja je značajno oslabljena 1907. te de facto ukinuta do 1913. Provizorni status trajao je sve do 1918. Službeni jezik riječke uprave i sudstva bio je talijanski.
Grad i kotar Rijeka imao je površinu od 21 km² te se sastojao od samog grada i tri naselja:
- Kozala
- Drenova
- Pašac

### Popis guvernera
| Mandat                               | Vršitelj dužnosti                                       |
| ------------------------------------ | ------------------------------------------------------- |
| Mađarski suverenitet                 |                                                         |
| 20 Listopada 1776 - 1783             | József gróf Majláth Székhélyi, Guverner                 |
| 1783 - 1788                          | Pál gróf Almásy Zsadányi, Guverner                      |
| 1788 - 1791                          | János Pétar gróf Szápáry, Guverner                      |
| 1791 - 1801                          | Sándor Pászthory, Guverner                              |
| 1801 - 1809                          | József Klobusiczky, Guverner                            |
| Mađarski suverenitet                 |                                                         |
| 1822 - 1823                          | György Majláth, Guverner                                |
| 1823 - 1837                          | Ferenc Ürményi, Guverner                                |
| 1837 - 1847                          | Pál Kiss de Nemeskéri, Guverner                         |
| 1847 - 1848                          | János gróf Erdödy, Guverner                             |
| Hrvatski suverenitet                 |                                                         |
| 1848 - 1851                          | Josip Bunjevac, Banski povjerenik                       |
| 1851 - 1852                          | Josip Rusnov, Banski povjerenik                         |
| 1852 - 1856                          | Herbert von Kellersperg, Visoki povjerenik              |
| 1856 - 1862                          | Karl Graf von Hohenwart-Gerlachstein, Visoki povjerenik |
| 1862 - 1866                          | Herman Freiherr von Sterneck, Kraljev povjerenik        |
| Nakon Nagodbe                        |                                                         |
| 6 Travnja 1867 - 29 July 1870        | Ede Cseh de Szentka-lna, Royal commissioner             |
| 29 July 1870 - 5 Prosinca 1872       | József gróf Zichy de Zich et Vásonkeö, Guverner         |
| 26 Veljače 1873 - 1 Studenog 1883    | Géza gróf Szapáry de Szapár, Guverner                   |
| 1 Studenog 1883 - 6 Ožujka 1892      | Ágost gróf Zichy, Guverner                              |
| 6 Ožujka 1892 - 2 Listopada 1896     | Lajos gróf Batthyány de Nemetujvár, Guverner            |
| 2 Listopada 1896 - 14 Lipnja 1897    | Rezsö báró Abele de Lilienberg, Guverner                |
| 14 Lipnja 1897 - 23 Studenog 1897    | Tibor Gaal de Hatvan, acting Guverner                   |
| 23 Studenog 1897 - 2 Kolovoza 1903   | László gróf Szapáry de Szapár, Guverner                 |
| 2 Kolovoza 1903 - 10 Prosinca 1903   | Tibor Gaal de Hatvan, acting Guverner                   |
| 10 Prosinca 1903 - 17 Veljače 1905   | Ervin báró Roszner, Guverner                            |
| 17 Veljače 1905 - 17 Listopada 1905  | Tibor Gaal de Hatvan, acting Guverner                   |
| 17 Listopada 1905 - 26 Prosinca 1905 | Pál gróf Szapáry de Szapár, Guverner                    |
| 26 Prosinca 1905 - 24 Svibnja 1906   | Tibor Gaal de Hatvan, acting Guverner                   |
| 4 Travnja 1906 - 29 Travnja 1906     | György gróf Károlyi de Nagykároly, Guverner             |
| 24 Svibnja 1906 - 7 Prosinca 1909    | Sándor gróf Nákó de Nagyszentmiklós, Guverner           |
| 7 Prosinca 1909 - 13 Studenog 1910   | István gróf Wickenburg de Capelló, acting Guverner      |
| 13 Studenog 1910 - 31 Lipnja 1917    | István gróf Wickenburg de Capelló, Guverner             |
| 31 Lipnja 1917 - 28 Listopada 1918   | Zoltán Jekelfalussy de Jekel- és Margitfalva, Guverner  |

## Stanovništvo
Rijeka je 1890. imala 29.494, 1900. već 38.955 te naposljetku 1910. 49.806 stanovnika (48.492 bez vojne posade), od kojih je 36.359 ili 75 % bilo pismeno.

### Nacionalni sastav
Prvi popis koji nam odaje nacionalnu strukturu dogodio se 1851. godine, kad je tadašnja Rijeka imala 12.588 stanovnika. Osim naglog gospodarskog rasta u razdoblju koje je uslijedilo, dogodila se i značajna promjena strukture stanovništva. Uz politiku mađarizacije, ugarska uprava poticala je i useljavanje iz svih zemalja Austro-Ugarske. Brz razvoj i gospodarski napredak i sami su privlačili brojne znanstvenike, poduzetnike, radnike. Tako je riječku tvornicu papira neko vrijeme vodio brat Adama Smitha (utemeljitelja moderne ekonomije), dok se 1883. austrijski nadvojvoda Joseph Karl Ludwig s obitelji preselio u Rijeku. 1910. manje od polovice stanovništva bilo je rođeno u Rijeci (49 %).
Popis iz 1851. davao je sastav stanovništva prema od strane popisnika određenoj geografskoj pripadnosti popisanog i proveden je za vrijeme vojne vladavine bana Jelačića, koja nije bila dobro primljena od strane stanovništva Rijeke. Popis prati ideju nacionalnih korijena, koja je bila suprotna onoj koju se pratilo u ostalim zemljama Austro-Ugarske, tj dobrovoljnog izbora svoje nacionalnosti. Sljedeći riječki popisi su provedeni od strane carskih i mađarskih institucija prema upotrebi jezika, i uzimaju u obzir osobni izbor popisanog.
Sporni Jelačićev popis iz 1851. je pokazao sljedeće podatke:
|            | 1851.         |
| ---------- | ------------- |
| hrvatski   | 78,7 % (9904) |
| talijanski | 5,5 % (693)   |
| slovenski  | 13,3 % (1677) |
| ostali     | 2,5 % (320)   |

A prema austro-ugarskim popisima, 1910. je u Corpus Separatum situacija kako slijedi:
- 2511 kućanstva
- 49.806 stanovnika (48.492 bez stacioniranih vojnika)
- 36.359 stanovnika, koji znaju čitati i pisati
- 3,2 kilometara rijeka i rječica

Grupe stanovništva prema austrougarskim popisima:
|           | 1880.          | 1890.            | 1900.            | 1910.            |
| --------- | -------------- | ---------------- | ---------------- | ---------------- |
| Talijani  | 9076 (43,26 %) | 13.012 (44,12 %) | 17.352 (44,54 %) | 24.212 (48,61 %) |
| Hrvati    | 7669 (36,55 %) | 10.770 (36,52 %) | 7497 (19,25 %)   | 12.926 (25,95 %) |
| Slovenci  | 2188 (10,43 %) | 2780 (9,43 %)    | 2251 (6,78 %)    | 2336 (4,69 %)    |
| Mađari    | 367 (1,75 %)   | 1062 (3,60 %)    | 2842 (7,30 %)    | 6493 (13,04 %)   |
| Nijemci   | 859 (4,09 %)   | 1495 (5,07 %)    | 1945 (4,99 %)    | 2315 (4,65 %)    |
| sveukupno | 20.981         | 29.494           | 38.955           | 49.806           |

### Vjerski sastav
Prema popisu iz 1900:
- rimokatolici: 36.104 (92,7 %)
- židovi: 1172 (3,0 %)
- pravoslavni: 703 (1,8 %)
- kalvinisti: 423 (1,1 %)
- luterani: 261 (0,7 %)
- grkokatolici: 73 (0,2 %)
- unijati: 11 (0,0 %)
- drugo i nepoznato: 208 (0,5 %)

## Galerija
- Tvornica papira "Smith & Meynier", oko 1880.
- Ista tvornica oko 1900.
- Palača sjedište Ungaro-Croate oko 1900.
- Riječki karneval oko 1900.
- Riječka luka 1909.
- Kraljevska ugarska pomorska akademija
- Tvornica torpeda Whitehead, 1910.
- Razglednica
- Adamićev dok, 1910.
- Luka Rijeka, 1910.

## Vanjske poveznice
- (njem.) Informacije, zemljovid i razglednice Rijeke oko 1900.  Arhivirana inačica izvorne stranice od 4. studenoga 2014. (Wayback Machine)
- (mađ.) Rijeka i mađarska trgovačka mornarica  Arhivirana inačica izvorne stranice od 29. travnja 2014. (Wayback Machine)
- (mađ.) Mađarsko školstvo u Rijeci  Arhivirana inačica izvorne stranice od 7. lipnja 2013. (Wayback Machine)
- (mađ.) Rijeka u mađarskoj enciklopediji (pallas leksikon)
- (mađ.) Rijeka, mađarska katolička enciklopedija
- Rasprava o pitanju Hrvatskog primorja te brodarske tvrtke Ungaro-Croate, Sabor kralj. Hrvatske, Slavonije i Dalmacije, 92. sab. sjed., 24. studenoga 1904.
- (engl.) Chisholm, Hugh, ed. (1911). "Rijeka". Encyclopædia Britannica 10 (11. izdanje). Cambridge University Press. str. 449., 450.
- Zastave riječkih brodarskih kompanija do 1918.
- Zastave Rijeke u Austro-Ugarskoj  Arhivirana inačica izvorne stranice od 3. ožujka 2014. (Wayback Machine)
- Plan Rijeke iz 1905.  Arhivirana inačica izvorne stranice od 18. rujna 2019. (Wayback Machine)
- Ungaro-Croata Hrvatska tehnička enciklopedija, portal hrvatske tehničke baštine. LZMK